# Weigeltisauridae
I Weigeltisauridi sono una famiglia estinta di rettili neodiapsidi planatori vissuti durante il Permiano superiore, circa 259,51-251,9 milioni di anni fa (Lopingiano), i cui fossili sono stati ritrovati in Madagascar, Germania, Gran Bretagna e Russia. Sono caratterizzati da lunghe ossa cave a forma di bastoncino che si estendono dal torso e che probabilmente sostenevano membrane simili ad ali. Membrane simili si trovano anche in molti altri rettili estinti come i kuehneosauridi e Mecistotrachelos, così come nelle lucertole plananti attuali, sebbene ogni gruppo abbia evoluto queste strutture in modo indipendente.

## Descrizione

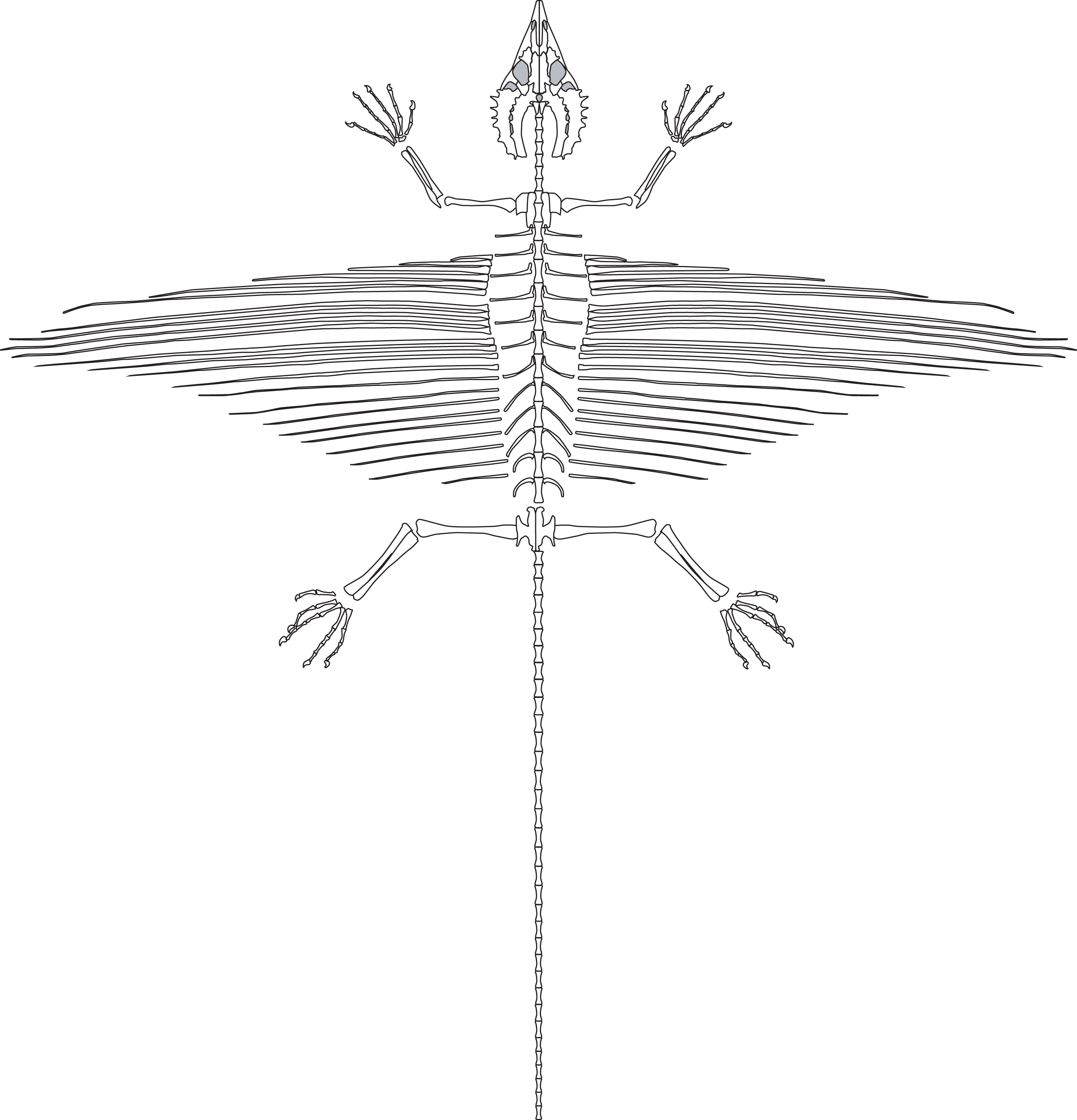
Diagramma dello scheletro di Weigeltisaurus

Il cranio e le mandibole dei weigeltisauridi sono ornati da corna e tubercoli, inclusi caschi simili a quelli dei camaleonti. Il torso e gli arti sono snelli e l'intero scheletro dei weigeltisauridi sono alleggeriti da ampi spazi aerei (pneumaticità scheletrica) all'interno delle ossa. Le falangi delle mani e dei piedi sono allungate, in netto contrasto con quelle della maggior parte degli altri diapsidi primitivi, ma sono simili a quelle delle moderne lucertole arboricole.
La caratteristica più unica dei weigeltisauridi, è quella di possedere tra le 25 e le 30 paia di ossa lunghe e cave a forma di bastoncino, che sporgono dall'addome, chiamate "patagiali". Si è ipotizzato che queste siano gastralie modificate o comunque una nuova ossificazione ossea.

## Paleobiologia
Si è ipotizzato che i weigeltisauridi fossero insettivori arboricoli. La morfologia degli arti era adatta per scalare la corteccia degli alberi, compresi i tronchi verticali. A causa della morfologia degli arti, erano altamente adattati al movimento sugli alberi e probabilmente non sarebbero stati in grado di muoversi rapidamente o efficientemente sul terreno. L'ornamentazione cranica potrebbe aver avuto uno scopo espositivo.

### Volo

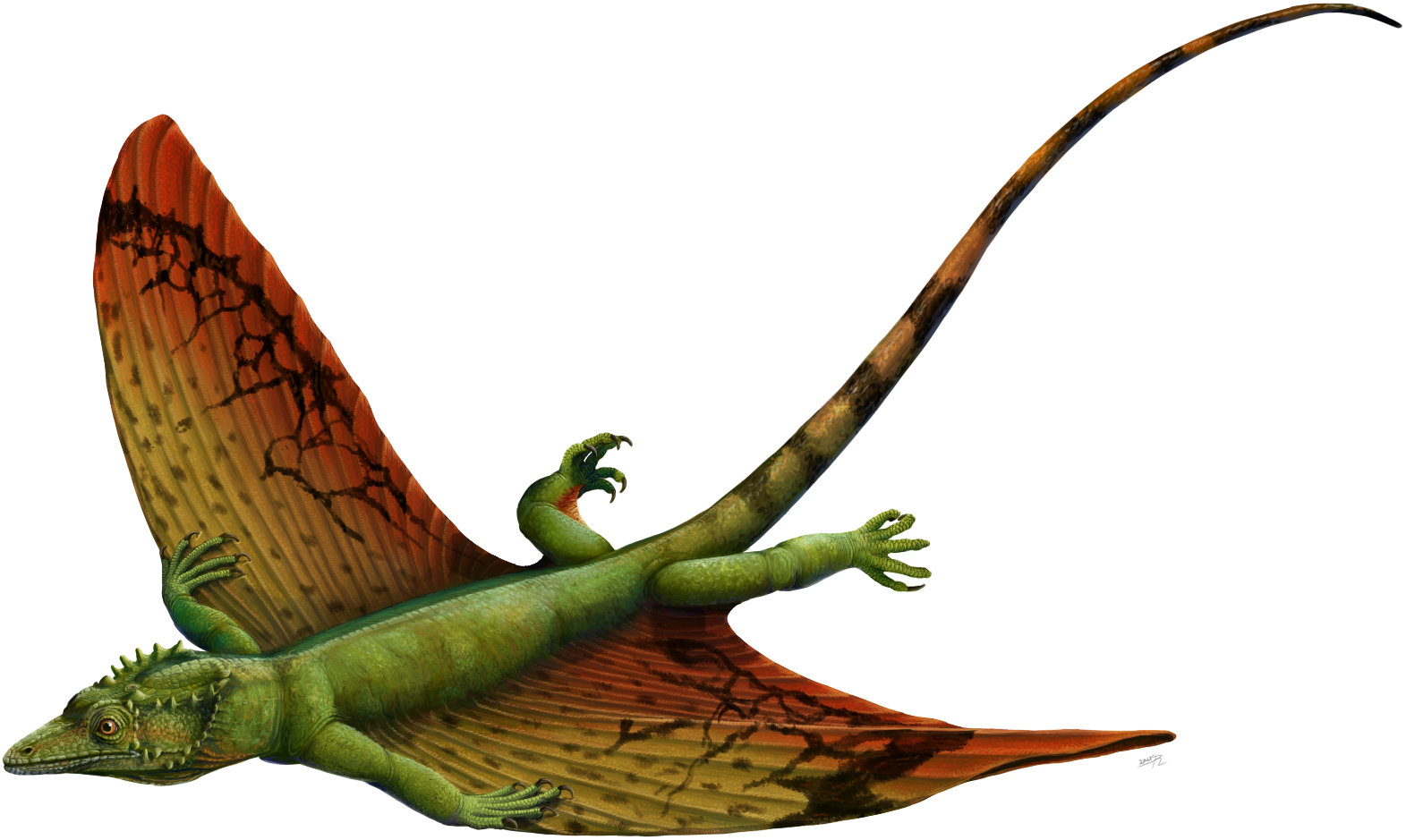
Ricostruzione artistica di Weigeltisaurus

La membrana planante dei weigeltisauridi è distinta da quelle di altri rettili plananti, nella quale sono costole modificate che originano dalla superficie laterale superiore del corpo. Al contrario, nei weigeltisauridi, i bastoncelli originano dalla superficie laterale inferiore del corpo. L'avvolgimento e lo svolgimento della membrana planante erano probabilmente controllati dai muscoli addominali. I fossili conservati mostrano che i bastoncelli ossei avevano un alto grado di flessibilità, simile alle costole delle lucertole plananti viventi. A causa della configurazione ad ala bassa, è probabile che la superficie planante fosse inclinata verso l'alto per aumentare la stabilità. Nelle lucertole plananti viventi, è stato scoperto che gli arti anteriori afferrano la membrana durante il decollo, consentendo loro di regolare la loro traiettoria a metà volo. Un comportamento simile è stato proposto per i weigeltisauridi, il quale è supportato dalla presenza di una falange aggiuntiva nel quarto dito della mano dei weigeltisauridi, che avrebbe permesso loro di afferrare l'ala in modo più efficace. In uno studio del 2011 che confronta Coelurosauravus e altri rettili plananti estinti con le specie moderne del genere Draco, Coelurosauravus è risultato essere un planatore meno efficiente del moderno Draco a causa delle dimensioni corporee maggiori, con un calo sostanziale dell'altezza per planare.

## Classificazione

Cranio di Coelurosauravus

I weigeltisauridi sono generalmente interpretati come neodiapsidi al di fuori di Sauria (il gruppo che contiene tutti i diapsidi viventi). La loro posizione relativa rispetto ad altri gruppi di diapsidi basali come gli Younginiformes è variata in base agli studi. È stato proposto in modo controverso che siano strettamente correlati ai drepanosauri, un gruppo di diapsidi arboricoli nativi della Pangea settentrionale durante il Triassico superiore. Il clade proposto contenente i due gruppi è stato nominato Avicephala da Senter nel 2004. Le sinapomorfie proposte per questo clade includono "assenza di intercentri nella regione cervicale; assenza di intercentri nella regione dorsale; scapolocoracoide, rapporto tra la lunghezza anteroposteriore alla base della lama scapolare e l'altezza dorsoventrale della lama scapolare tra 0,4 e 0,25; processo esterno del quinto metatarso assente." Altri studi hanno scoperto che i due gruppi non sono correlati, suggerendo che i drepanosauri siano invece arcosauromorfi.

### Tassonomia
- †Coelurosauravus - dalla Formazione Sakamena inferiore, Madagascar
- †Weigeltisaurus - da Kupferschiefer, Germania, e Marl Slate, Inghilterra
- †Rautiania - dalla Formazione Rautiania Vyasovka, Russia
- †Glaurung - da Kupferschiefer, Germania

Inizialmente si ipotizzò che Wapitisaurus, dal Triassico inferiore del Nord America, fosse un membro di questa famiglia, ma ciò fu successivamente messo in dubbio. Uno studio pubblicato nel 2023 ha scoperto che era probabilmente strettamente imparentato con i thalattosauri.